# Olivier Assouly
Olivier Assouly (né en 1967) est un philosophe et auteur français.

## Parcours universitaire
Il a été l’étudiant de Jacques Derrida, à l’EHESS, sous la direction duquel il rédigea en 1992 son DEA. Titulaire d’un CAPES de philosophie, il a d’abord enseigné dans le secondaire avant de rejoindre l’Institut français de la mode. Il est également enseignant en philosophie à l’ESAD d’Angers depuis 2019 et chercheur rattaché au laboratoire ACTE de l’Université Paris I Panthéon-Sorbonne. 
Olivier Assouly a soutenu sa thèse de philosophie en 2015, sous la direction de Chantal Jaquet, à l’université de Paris I Panthéon-Sorbonne. Il obtient en 2019 son habilitation à diriger des recherches. 

## Recherches
Les travaux d’Olivier Assouly portent essentiellement sur l’aliment et le goût au sens propre. Ses recherches se sont d’abord concentrées sur la fonction et la signification des interdits alimentaires d’ordre religieux. Il s’attache à montrer comment une tradition majoritaire de pensée a écarté du champ de la vérité et de la métaphysique la nutrition et le sens du goût tout en continuant en filigrane d’obéir à des schèmes alimentaires et gustatifs. Il s’agit également de mettre en lumière la manière dont les nourritures concentrent des formes de pouvoir, voire de violence, notamment lorsqu’elles sont liées aux pratiques carnivores.
Dans le champ de l’économie, il a établi à quelles conditions le capitalisme mobilisait des schèmes esthétiques en vue de déployer des modalités de captation marchande en prenant appui sur les ressorts du goût.

## Publications

### Ouvrages
- Les nourritures divines : essai sur les interdits alimentaires, Actes sud, 2013 (ISBN 978-2-330-02464-2, 2-330-02464-9 et 978-2-7609-3484-9, OCLC 862911136, lire en ligne) [Traduit en roumain[9]]
- Les nourritures nostalgiques : essai sur le mythe du terroir, Actes Sud, 2004 (ISBN 2-7427-4643-9 et 978-2-7427-4643-9, OCLC 417603728, lire en ligne)
- Le capitalisme esthétique : essai sur l'industrialisation du goût, Les Éd. du Cerf, 2008 (ISBN 978-2-204-08588-5 et 2-204-08588-X, OCLC 470992554, lire en ligne)
- L'organisation criminelle de la faim, Agora Pocket, 2019 (ISBN 978-2-266-30095-7 et 2-266-30095-4, OCLC 1130899470, lire en ligne)
- Les nourritures de Jean-Jacques Rousseau : cuisine, goût et appétit, Classiques Garnier, 2016 (ISBN 978-2-406-05751-2, 2-406-05751-8 et 978-2-406-05752-9, OCLC 958394173, lire en ligne)
- Philosophie du goût : manger, digérer et jouir, Agora Pocket, 2019 (ISBN 978-2-266-27559-0 et 2-266-27559-3, OCLC 1131688837, lire en ligne)

### Direction d'ouvrages collectifs
- Goûts à vendre : essais sur la captation esthétique, Institut français de la mode, 2007 (ISBN 978-2-914863-11-7 et 2-914863-11-X, OCLC 244816680, lire en ligne)
- L' amateur juger, participer et consommer, Institut français de la mode, 2010 (ISBN 978-2-914863-20-9 et 2-914863-20-9, OCLC 690614985, lire en ligne)
- Le luxe : essais sur la fabrique de l'ostentation, Institut français de la mode, 2011 (ISBN 978-2-914863-22-3 et 2-914863-22-5, OCLC 780291138, lire en ligne)